# Пробабілізм
Пробабілізм (від лат. probare — перевіряти, затверджувати) — філософське та теологічне поняття, яке стверджує, що за відсутності абсолютної впевненості найкращим критерієм є правдоподібність або схожість з істиною. Цей термін також може позначати релігійну етичну позицію 17-го століття, а також сучасні фізико-філософські концепції, що ґрунтуються на ймовірнісних оцінках замість детермінованих фактів. 

## Філософія
Пробабілізм — це філософська концепція, прихильники якої стверджують, що людина не може здобути цілком достовірних знань і повинна задовольнятися правдоподібними. Однак пробабілізм визнає, що деякі теорії є більш вірогідними, ніж інші, оскільки існують нейтрально спостережувані докази. У ситуаціях, коли теорія не є стовідсотково вірною, вибирається найбільш правдоподібний варіант, навіть якщо немає достатньо доказів. Прихильниками цієї філософії були члени Нової академії Платона (античний скептицизм).

## Теологія
Пробабілізм — казуїстичне вчення єзуїтів, що виправдовувало всяку поведінку, аби тільки вона не була засуджена церквою.

## Дивитися також
- Індуктивізм

1. ↑  Social Research Glossary. www.qualityresearchinternational.com. Процитовано 23 грудня 2024.